# Александр Даррак
П'єр Александр Даррак (1855-1931) — французький промисловий дизайнер і підприємець,  один з піонерів  автомобілебудування.

## Біографія

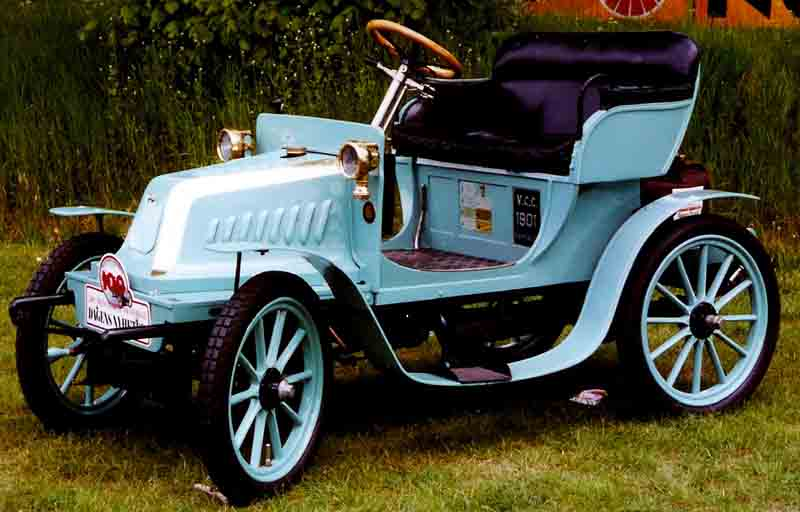
Darracq 6,5 к.с. (1901)

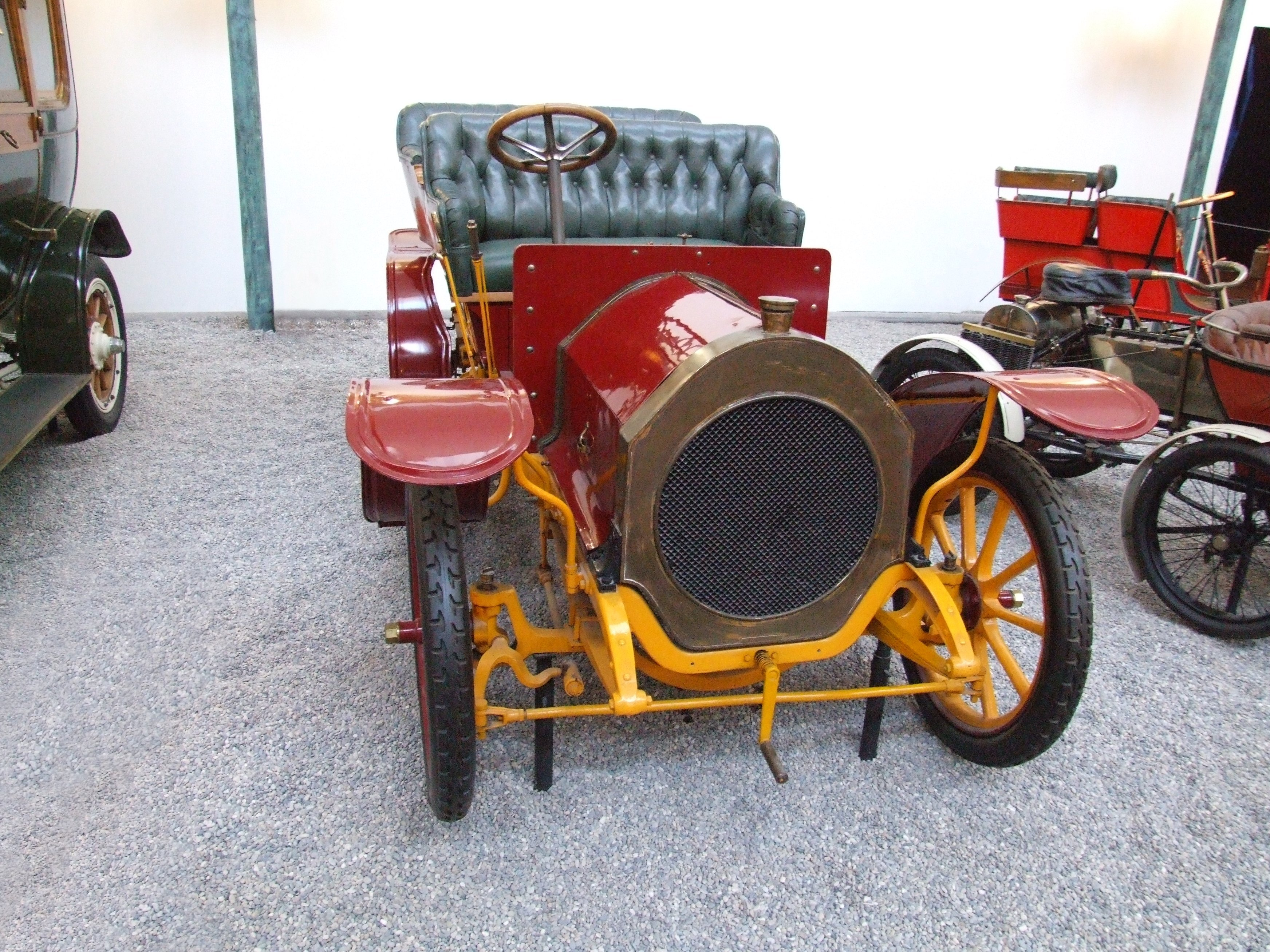
Гладіатор Double Phaeton 1907, Національний музей - колекція Шлюмпфа, Мюлуз (Франція).

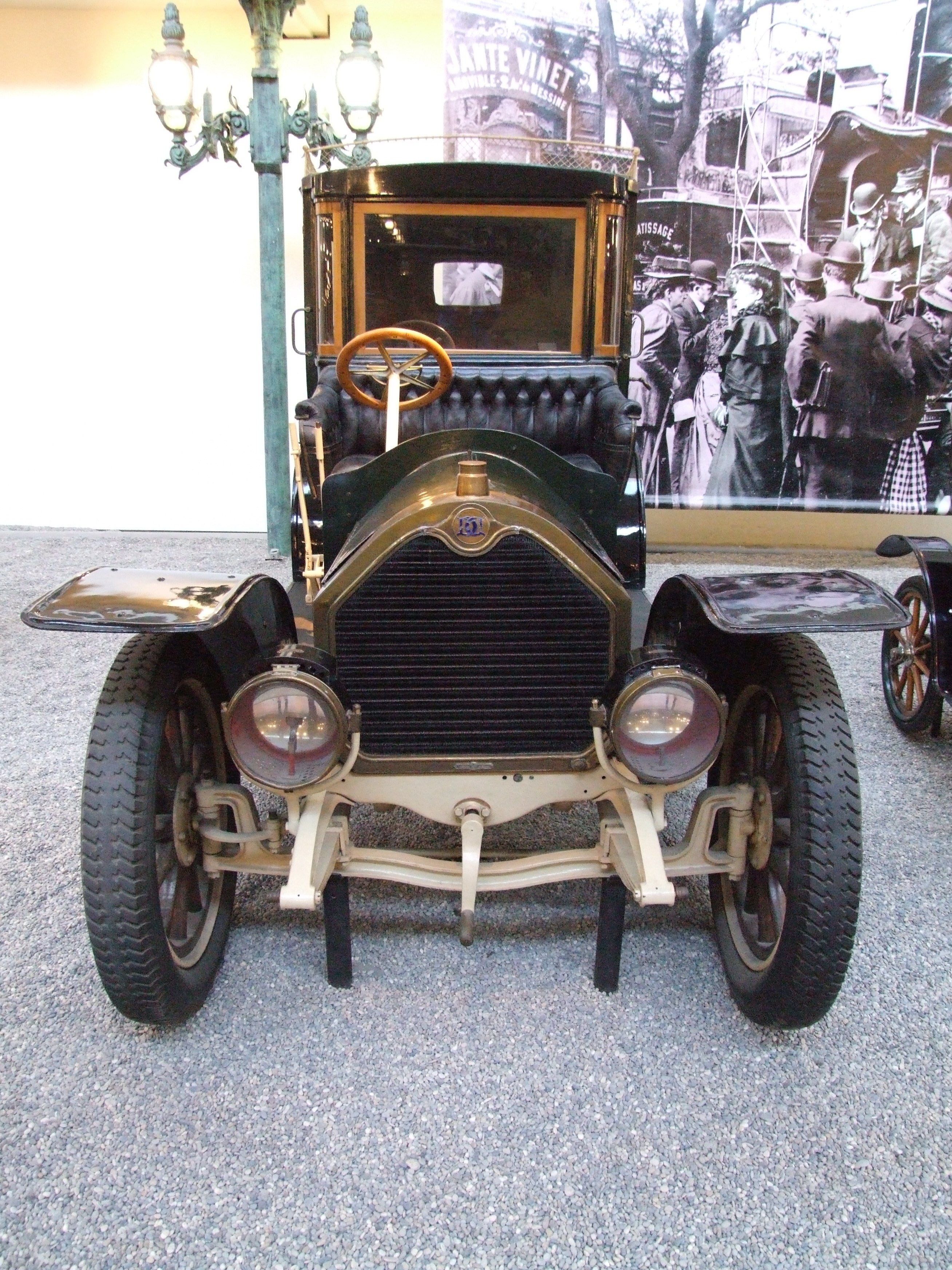
Darracq Coupé Chauffeur SS 20/28, 1907, 4 циліндри, 28.5 ch, 4728 cm3, 70 km/h, Cité de l'Automobile - Національний музей - колекція Шлюмпфа, Мюлуз, (Франція).

Александр Даррак народився в 1885 році у родині  басків (хоча прізвище - Гаскон).
Даррак розпочав кар'єру промисловим дизайнером в арсеналі міста Тарб (Верхні Піренеї ). Бізнес Даррака пов'язаний з розвитком автомобілебудування.
Він помер у 1931 році в своєму монегаському домі і похований з дружиною Луїзою (1850-1920) у сімейному мавзолеї, збудованому Полом Ландовським, на кладовищі Пер-Лашез у Париж.
Він заповів два мільйони франків місту Сурен, на згадку про свою дружину та сина. Ця сума повинна бути призначена для фінансування дитячих ясел на 50-60 ліжок. Так було побудовано муніципальний центр догляду за дітьми міста Сурен.

## Кар'єра
Працюючи дизайнером, він виграв золоту медаль на Паризькому салоні разом з інженером Полом Аукоком. К 1890 році удвох вони створили власну компанію з виробництва велосипедів під торговою маркою Гладіатор. Назва цієї компанії   натхненна відомим конем з кличкою Гладіатор, який виграв багато перегонів і став першим іноземним конем, який переміг англійців на своїй землі. Він повернувся до Франції як національний герой і отримає прізвисько : "Месник Ватерлоо ". Англійці на той час виробляли більшість велосипедів у світі, тож французи хотіли запевнити, що вони також здатні створювати високоякісні машини, швидкі та надійні. Вони обрали собі цю емблему з малюнком перегонів, дотепер вони  у всіх логотипах "Гладіатора". Пол Аукок і Александр Даррак  розпочали створення прототипів електричних автомобілів та брали участь у моторизованій велосипедній компанії Félix Millet Завдяки цьому вони виділяються на локомотивному шоу в Англії. Вони досягли певного успіху і продали свій прибутковий бізнес у 1896 році франко-англійській групі, включаючи Адольфа Клемента для Франції та сера лорда Шрусбері та Талбота для Англії. Бренд Gladiator стає Clément Gladiator.

## Перші моделі та перші записи
У 1897 році Александр Даррак випустив електричний триколісний велосипед - триплет Даррак-Гладіатор, який під час випробувань пройшов відстань 10 кілометрів за 9 хвилин і сорок п’ять секунд при «вражаючій» швидкості понад 60 км/год.

## Компанія Darracq
Розголос навколо події дозволив йому отримати фінансову допомогу від кількох підприємців. Того ж року він заснував власну компанію під назвою Automobiles Darracq SA у місті Сурен, недалеко від Парижа (сьогодні в О-де-Сен ). Він представив на паризькій  виставці в 1898 році перший електричний візок, що складався просто з легкого корпусу на шасі. У 1900 році він став президентом Chambre Syndicale du cycle et de l'Automobile.
У 1901 році Александр Даррак представив автомобіль, повністю спроєктований і побудований його компанією.  Завдяки застосуванню штампованої листової сталі автормобіль міг  бути проданим за конкурентоспроможною ціною.
У 1903 році компанія придбала ліцензію на виробництво двигуна Leon Bollee потужністю 5 к.с. зі змінною швидкістю колонки, що забезпечить оснащення всіх автомобілів компанії до кінця 1910 року .
З 1904 року компанія Darracq випустила 10 % французького виробництва автомобілів, і в 1910 році стала третім національним виробником після Renault і Peugeot . Участь у змаганнях та рекордні спроби реклами, включаючи два абсолютних рекорди швидкості в 1904 і 1905 роках, а також перемога в змаганнях на Кубок Вандербільта в США в 1905 і 1906 , принесли славу компанії, яка незабаром  стала асоціюватись із такими компаніями, як Талбот у Великій Британії, Опель у Німеччині, Альфа Ромео (1910) в Італії або компанія Віторія в іспанській країні Басків .
Криза 1909 р. гальмувала виробництво, і в 1912 році компанія Automobiles Darracq SA була продана  англійській дочірній компанії A. Darracq & Co Ltd. Того ж року Александр Даррак остаточно звільнився з автомобільного сектору і влаштувався на Лазурний берег, щоб присвятити себе нерухомості та керівництву готелем Négresco у Ніцці .

## Дочірні компанії та похідні торгові марки
Даррак  був  важливою особою в історії автомобілебудування. Саме використання штампованого листового металу для шасі та його іноземних дочірніх компаній породив всесвітньо відомі автомобільні компанії  Alfa Romeo та Opel. Одним із його співробітників у Суренесі був якийсь швейцарський механік на ім'я Луї Шевроле. Фактом залишається той факт, що, незважаючи на свої успіхи та інтуїцію, П’єр Александр Даррак майже не любив автомобілі як такі, відмовляючись перевозити їх і, тим більше, керувати ними. Автомобіль був для нього лише приємним предметом діяльності та особливо бізнесу.

### Opel
Бренд був заснований Адамом Опелем для створення швейних машин, і лише після смерті його засновника він розпочав виробництво автомобілів.  Александр Даррак  випускав ліцензійні машини під назвою Opel-Darracq, використовуючи французьке шасі та встановлюючи німецький кузов з 2-циліндровим двигуном. Opel буде придбаний General Motors в 1929 році і став власністю PSA Peugeot-Citroën у березні 2017 року.

### Англійські Дарраки
A. Darracq & Co Ltd продовжить свій розвиток шляхом придбання компаній Talbot і Sunbeam і стане групою Sunbeam-Talbot-Darracq в 1920 році.

### Шевроле
Луї Шевроле заснував свою компанію. Він створив  свою автомобільну культуру, зокрема, двигуни внутрішнього згорання, в майстернях Даррака. Потім Луї Шевроле емігрував до Канади, а потім до Нью-Йорка,  У 1911 році він заснував компанію Chevrolet Motor Car Company разом із Вільямом Дюрантом, засновником General Motors.

### Альфа Ромео
Александр Даррак,  бажав виробляти свої машини в Італії, він придбає землю в 1907 році для будівництва фабрики. На заводі Portello, недалеко від Мілана, він   зібрав кілька автомобілів Darracq, але вони вже були трохи застарілими в порівнянні з виробництвами Fiat, Ansaldo, SCAT або SPA . У 1909 р. Джузеппе Мерозі був призначений керуючим директором Darracq Italy, а Уго Стелла мав спроєктувати новий, більш сучасний автомобіль, щоб зацікавити італійського клієнта, скептично налаштованого на французькі машини. Даррак після декількох комерційних невдач буввизнаний банкрутом, а фабрика "Портелло" продана групі міланських фінансистів. У січні 1910 року перші два автомобілі ALFA побачили світ, і в 1915 році ALFA стане інженером Alfa Romeo   інженер Ніколі Ромео.

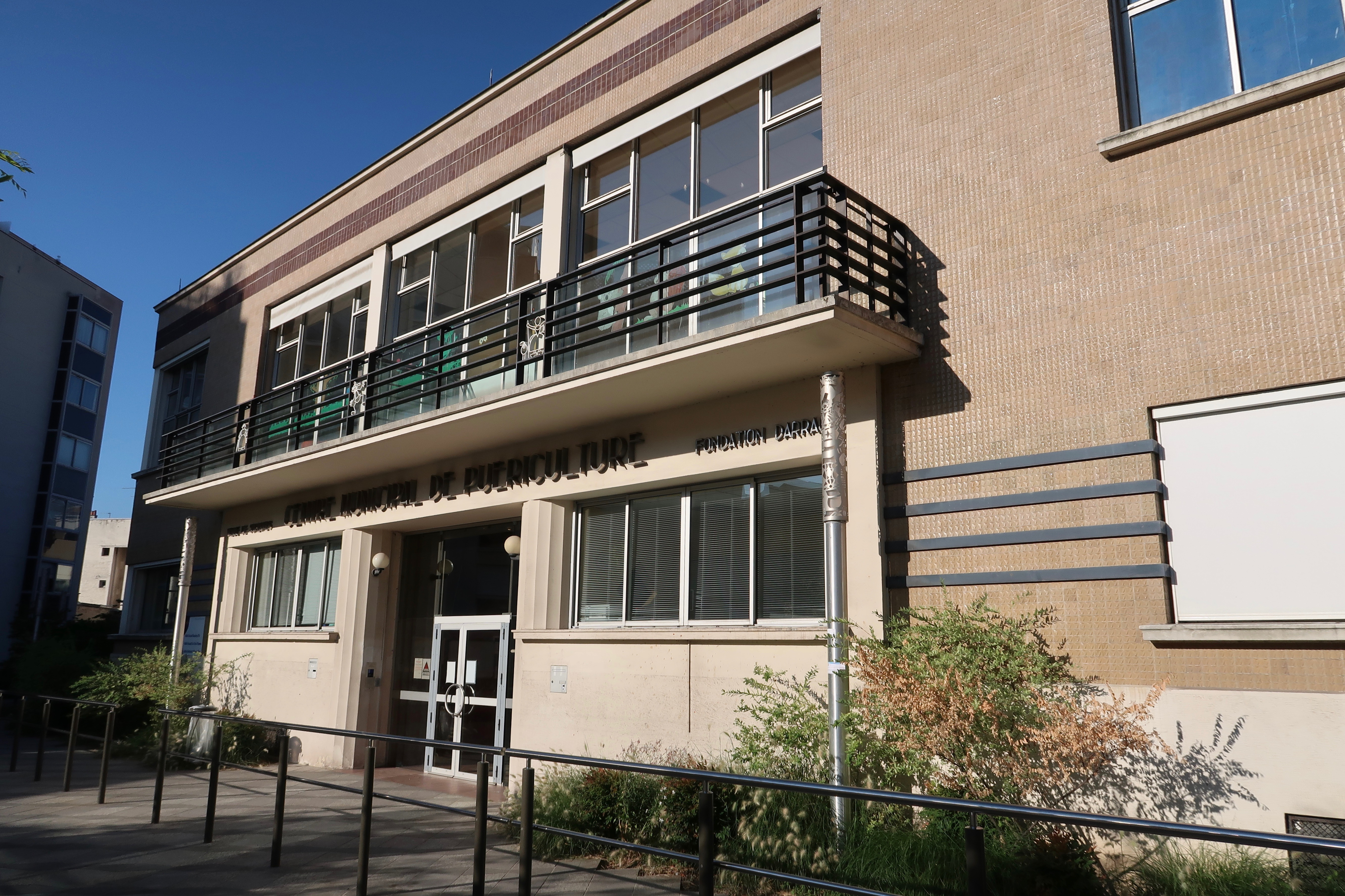
Муніципальний центр догляду за дітьми в Суресі, пов'язаний з фондом Даррака.

## Відзнака
- Офіцер Почесного легіону в 1904 році [5] .